# Colégio Rio Branco

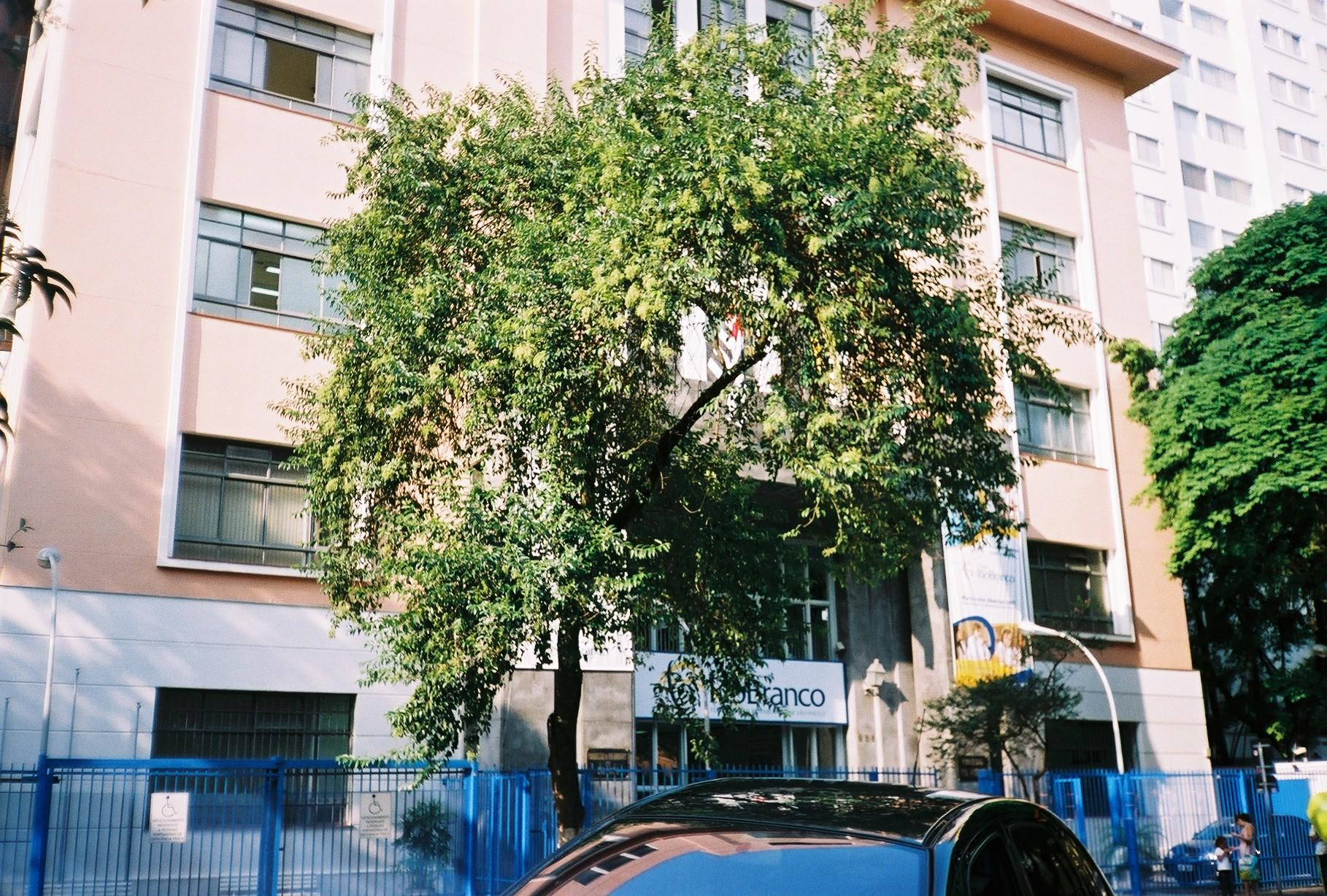
Edifício Rotary.

O Colégio Rio Branco é uma escola brasileira particular da cidade de São Paulo e tem como finalidade maior formar as crianças desde a educação infantil até o ensino médio. Com mais de 70 anos de história, é considerado um dos mais tradicionais colégios da cidade de São Paulo. O colégio faz parte do Programa de Escolas Associadas da UNESCO, que o qualifica para partilhar práticas educacionais com instituições de todas as partes do mundo, por meio de projetos inovadores nas áreas de Ciência e Cultura.
Instalado em duas unidades, uma no bairro de Higienópolis, em São Paulo, com mais de 15.000m² de área construída, e outra na Granja Viana, município de Cotia, com área total de 80.000m² e 23.000m² de área construída.
O colégio foi fundado por Savério Cristóforo, professor de um curso preparatório ao exame de admissão. Com o tempo, o curso se expandiu e precisou aumentar o espaço físico, mudando para outro local, e passou a chamar-se Instituto Rio Branco. Em 1926 foi trocado o nome para Liceu Nacional Rio Branco, passando por nova ampliação de suas instalações. Falecendo o professor Savério, em 1945, o Liceu foi comprado por dr. Antônio Sampaio Dória, mas acabou encerrando suas atividades logo no primeiro semestre.
José Ermírio de Moraes, que foi senador da República por Pernambuco em 1963, vendo que a escola tinha um valor institucional, adquiriu o Liceu em 1945, e deu-lhe o nome de Colégio Rio Branco. Em 1946, o colégio foi doado à Fundação de Rotarianos de São Paulo. Nessa época localizava-se na Rua Doutor Vila Nova, onde atualmente é o Tribunal de Justiça da Polícia Militar; posteriormente, nos anos 60, transferiu-se para o atual prédio da unidade Higienópolis, o Edifício Rotary (Rotary International).
O Teatro Rio Branco revelou atores como Antonio Fagundes, Dan Stulbach e Odilon Wagner.
Outras pessoas notórias que também estudaram na instituição incluem o locutor e narrador esportivo Galvão Bueno, o piloto de Fórmula 1 Ayrton Senna, o humorista e apresentador Carlos Alberto de Nóbrega, o zoólogo e compositor Paulo Vanzolini, o cantor e compositor Jair de Oliveira e o Jornalista, Publicitário, Empresário e Político João Doria.